# Bou Aiche
Bou Aiche est une commune de la wilaya de Médéa en Algérie.

## Géographie
La commune de Bouaiche est localisée au sud-ouest de la wilaya de Médéa à 60 km à l'ouest de Ain Oussaraa environ 210 km au sud-ouest d'Alger et a 140 km au sud  de Médéa et a environ 71 km a l ouest de Ksar El Boukhari et à 112 km au nord-est Tiaret  et a 50 km a l est de Tissemsilt et à 160 km au nord-ouest  de  Djelfa
| Theniet El Had (W. Tissemsilt), Bordj El Emir Abdelkader (W. Tissemsilt) | Derrag   | Sebt Aziz               |
| Layoune (W. Tissemsilt)                                                  | Bouaiche | Chahbounia              |
| Hassi Fedoul (W. Djelfa)                                                 |          | Sidi Ladjel (W. Djelfa) |

### Relief, géologie, hydrographie
La commune de Bouaiche est traversée d'est en ouest par l'Oued Nahr-Ouassel.

### Transports
Bouaiche n'est desservie que par un réseau routier secondaire comme le CW84 et CW48.

## Histoire
Le village de Bouaiche faisait partie de la commune-mixte de Boghar avant de devenir une commune en 1956. En 1963 elle est intégrée à celle de Chahbounia avant d'être recréée en 1984.

## Démographie
| 1987  | 1998  | 2008  |
| ----- | ----- | ----- |
| 6 397 | 8 635 | 8 873 |

Population des différentes agglomérations en 1987 : Bouaiche, 1 034 hab.
Population des différentes agglomérations en 1998 : Bouaiche, 1 881 hab.; Belbala, 623